# Левуо
Левуо (лит. Lėvuo; ранее также Лавена и Лавен-Аа) — река в Литве.
Длина — 140 км, площадь бассейна — 1628 км², среднегодовой расход воды — 9 м³/с.
Река берёт начало из озера Левянайчио в 8 км к северо-востоку от Скапишкиса, далее протекает преимущественно в западном направлении, а близ города Паневежис поворачивает на север. Впадает в реку Муса. Имеет 28 крупных и ряд мелких притоков.